# Distretto di Kagoshima
Il distretto di Kagoshima (鹿児島郡, Kagoshima-gun?) è uno dei distretti della prefettura di Kagoshima, in Giappone.
Attualmente fanno parte del distretto i comuni di Mishima e Toshima.